# Legacy of The Beast Tour
Legacy of the Beast var det engelska heavy metal-bandet Iron Maidens turné under åren 2018, 2019 och 2022. 
Det var en best of-turné som baserades på bandets hela karriär. Namnet på turnén togs från Iron Maidens serietidning och mobilspel "Legacy of the Beast" som släpptes 2017.
Låtlistan och scenshowen 2018-2019 var uppdelad i tre teman eller världar: krig, religion och helvetet. Den första delen av turnén startade i Tallinn den 26 maj 2018 och avslutades i London den 11 augusti 2018. Den andra delen av turnén startade i Florida den 18 juli 2019 och avslutades i Santiago de Chile den 15 oktober 2019.
Den tredje delen av turnén var inbokad till 2020, men konserterna ställdes in eller sköts upp till först 2021 och sedan till 2022 på grund av Covid-19-pandemin. När turnén återupptogs i maj 2022 var scenshowen och scendekoren delvis förnyad för att inkludera tematisering och låtar från det senaste albumet Senjutsu. För första gången sedan 1998 spelades extra extranummer, där Aces High placerats som final istället för öppningslåt.

## Sverige
Iron Maiden spelade i Tele2 Arena i Stockholm den 1 juni 2018. Publiksiffran uppgavs till 37 644.
7 juni samma år spelade de på Sweden Rock Festival inför en rekordpublik på uppskattningsvis 35 000.
Den 27 juni 2020 skulle Iron Maiden ha gjort sin femte konsert på Ullevi i Göteborg, men konserten flyttades fram till 3 juli 2021 på grund av Covid-19-pandemin. Även konserten 3 juli 2021 ställdes in pga Covid-19 och blev framflyttad till 22 juli 2022. Publiksiffran på Ullevi den 22 juli 2022 blev 61 867.

## Nights of the Dead: Legacy of the Beast: Live in Mexico City
Den 20 november 2020 släpptes ett livealbum från turnén, inspelat i Mexico City.

## Låtlista 2018-2019
Intro: Churchill's Speech (Winston Churchill 1940 / 1949)
1. Aces High (Powerslave, 1984)
2. Where Eagles Dare (Piece of Mind, 1983)
3. 2 Minutes To Midnight (Powerslave, 1984)
4. The Clansman (Virtual XI, 1998)
5. The Trooper (Piece of Mind, 1983)
6. Revelations (Piece of Mind, 1983)
7. For the Greater Good of God (A Matter of Life and Death, 2006)
8. The Wicker Man (Brave New World, 2000)
9. Sign of the Cross (The X Factor, 1995)
10. Flight of Icarus (Piece of Mind, 1983)
11. Fear Of The Dark (Fear of the Dark, 1992)
12. The Number of the Beast (The Number of the Beast, 1982)
13. Iron Maiden (Iron Maiden, 1980)
14. The Evil That Men Do (Seventh Son of a Seventh Son, 1988)
15. Hallowed Be Thy Name (The Number of the Beast, 1982)
16. Run To The Hills (The Number of the Beast, 1982)

## Låtlista 2022
1. Senjutsu (Senjutsu, 2021)
2. Stratego (Senjutsu, 2021)
3. The Writing on the Wall (Senjutsu, 2021)
4. Revelations (Piece of Mind, 1983)
5. Blood Brothers (Brave New World, 2000)
6. Sign of the Cross (The X Factor, 1995)
7. Flight of Icarus (Piece of Mind, 1983)
8. Fear Of The Dark (Fear of the Dark, 1992)
9. Hallowed Be Thy Name (The Number of the Beast, 1982)
10. The Number of the Beast (The Number of the Beast, 1982)
11. Iron Maiden (Iron Maiden, 1980)
12. The Trooper (Piece of Mind, 1983)
13. The Clansman (Virtual XI, 1998)
14. Run To The Hills (The Number of the Beast, 1982)
15. Aces High (Powerslave, 1984)